# Tipulinae
Sous-famille
Les Tipulinae sont une sous-famille d'insectes diptères nématocères de la famille des Tipulidae.

## Liste des genres
Selon BioLib (25 décembre 2021) :
- genre Acracantha Skuse, 1890
- genre Angarotipula Savchenko, 1961
- genre Austrotipula Alexander, 1920
- genre Brachypremna Osten Sacken, 1887
- genre Brithura Edwards, 1916
- genre Clytocosmus Skuse, 1890
- genre Elnoretta Alexander, 1929
- genre Euvaldiviana Alexander, 1981
- genre Goniotipula Alexander, 1921
- genre Holorusia Loew, 1863
- genre Hovapeza Alexander, 1951
- genre Hovatipula Alexander, 1955
- genre Idiotipula Alexander, 1921
- genre Indotipula Edwards, 1931
- genre Ischnotoma Skuse, 1890
- genre Keiseromyia Alexander, 1963
- genre Leptotarsus Guérin-Ménéville, 1831
- genre Macgregoromyia Alexander, 1929
- genre Megistocera Wiedemann, 1828
- genre Nephrotoma Meigen, 1803
- genre Nigrotipula Hutson & Vane-Wright, 1969
- genre Ozodicera Macquart, 1834
- genre Platyphasia Skuse, 1890
- genre Prionocera Loew, 1844
- genre Prionota van der Wulp, 1885
- genre Ptilogyna Westwood, 1835
- genre Scamboneura Osten Sacken, 1882
- genre Sphaerionotus de Meijere, 1919
- genre Tipula Linnaeus, 1758
- genre Tipulodina Enderlein, 1912
- genre Valdiviana Alexander, 1929
- genre Zelandotipula Alexander, 1922

Selon ITIS (17 avr. 2014) :
- genre Brachypremna Osten Sacken, 1886
- genre Ctenophora Meigen, 1803[3]
- genre Dolichopeza
- genre Holorusia
- genre Leptotarsus Guerin-meneville, 1838
- genre Megistocera Wiedemann, 1828
- genre Nephrotoma Meigen, 1803
- genre Prionocera Loew, 1844
- genre Tipula Linnaeus, 1758